# Мелісані
Мелісані — це назва печери і озера, розташованих на східному узбережжі грецького острова Кефалонія (за 10 км від міста Аргостолі). Печера містить в собі два просторі приміщення з острівком в центрі. Привабливий туристичний об'єкт острова.

## Виникнення назви
Мелісані згідно з грецькою міфологією — німфа. Вона закохалась в бога лісів і полів Пана, сина Гермеса, бога родючості і дикої природи. Пан був майстерним спокусником і вітряним персонажем. Бог не відповів взаємністю на щирі почуття німфи, яка з горя, через нерозділене кохання, померла. За легендою озеро в печері Мелісані утворилося з гірких сліз німфи, пролитих через відмову коханого.

## Походження
Це геологічне утворення виникло завдяки складному карстовому процесу — розчиненню гірських порід — протягом якого вода розмивала щілини в вапнякових породах, руйнувала їх і створювала западини. Сама печера наповнена сталактитами і сталагмітами. У центрі печери Мелісані знаходиться дивовижно красиве підземне озеро, вік якого сягає понад 20 000 років.
Купол печери зруйнувався ще 4 000 років тому. З того часу сонячне проміння потрапляло всередину і заломлювалося в водяній товщі печерного озера, надаючи воді незвичайного зеленувато-блакитного кольору. Вода надзвичайно чиста і прозора, дно печери можна побачити навіть на глибині 14 метрів.
Особливість озера в тому, що тут змішується солона і прісна вода. Солона вода піднімається до печери з 30-ти метрової глибини від одного краю і протікає до іншого, циркулюючи з моря в печеру, а звідти знову в море. Перед тим як проникнути в печерне озеро вода попередньо проходить довгий шлях, роблячи 13 кілометрову петлю під землею. Це місце витоку води з-під острова називають Каравомілос воно знаходиться поблизу самої печери.

## Історія
Печера дуже давня, їй більше 30 000 років, вона була відома ще в Стародавній Греції, але потім забута і відкрита знову зовсім недавно, після землетрусу в 1951 році, коли впало одне із склепінь.
Цього ж року пастух Іоаніс Петрохеліос зовсім випадково натрапив на надзвичайно дивну і красиву місцину з чудесним підземним озером. Для туристів вона була відкрита лише в 1963 році, після серії археологічних розкопок. Так як печера віками була ізольована, то в ній збереглося багато античних предметів. Це місце виявилося багатим на археологічні знахідки. Там були знайдені глиняні статуетки бога Пана і диски з зображеннями німф, що танцюють. Вчені припускають, що давньогрецькі жерці використовували печеру як святе місце. Експозиція знахідок з Мелісані в даний час зберігається в археологічному музеї міста Аргостолі.

## Цікаві факти
- Греки вірять що закохані пари мають взятись за руки і торкнутися водяної поверхні, тоді кохання буде щасливим, вірним і триватиме вічно;
- Якщо у когось ще немає пари, але є бажання знайти кохану людину, то варто прийти до озера і вмитися його водою;
- По озеру можна плавати на човні, і залежно від часу доби вода буде набувати різного кольору в спектрі від голубого до темно-синього;
- Дальня зала печери освічується ліхтарями, спеціально, для зручності туристів;
- Рівень води в печерному озері на 1 метр вищий ніж у морі;
- Екскурсії тут проводять щоденно за невелику оплату.

## Галерея

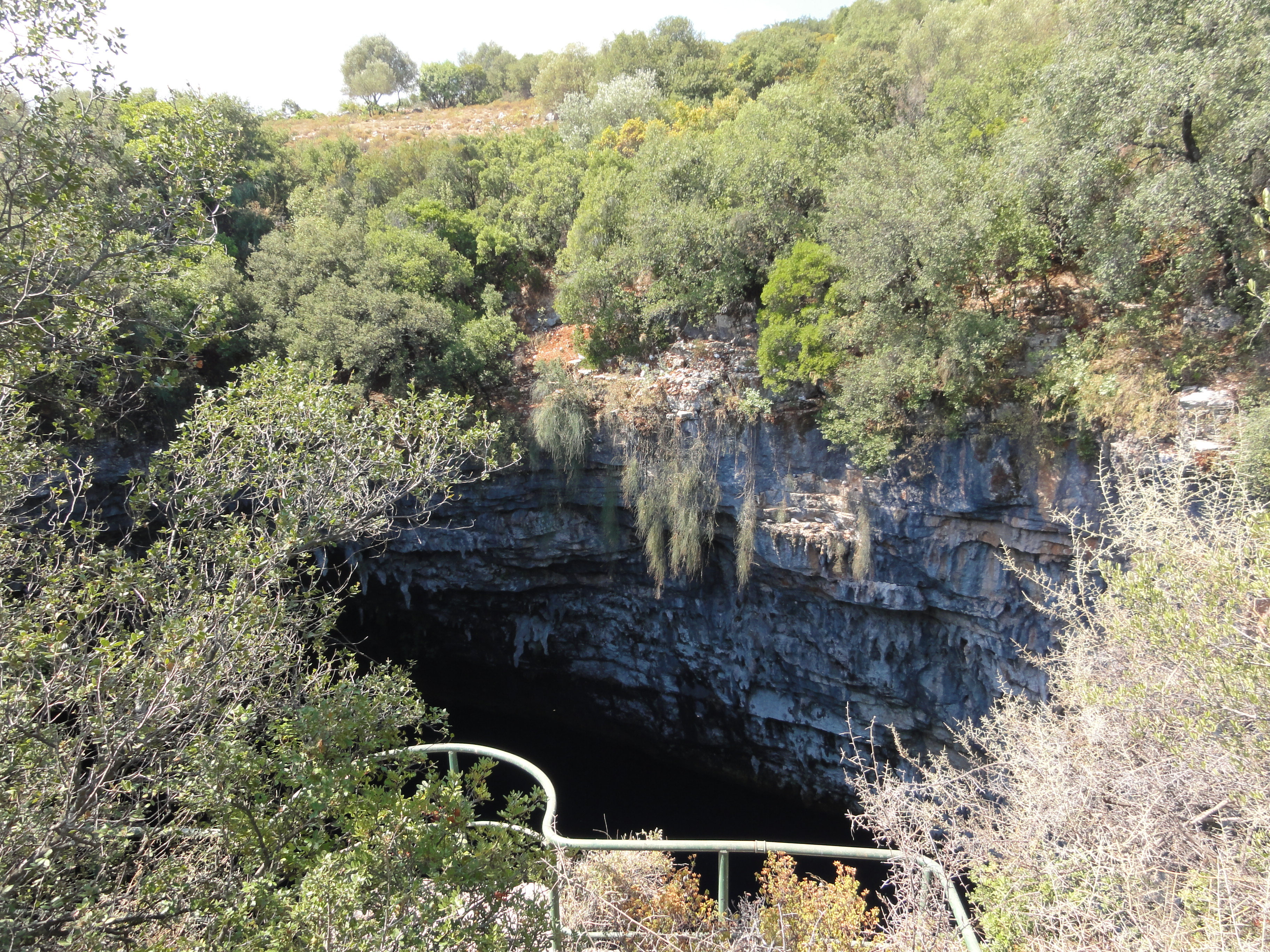
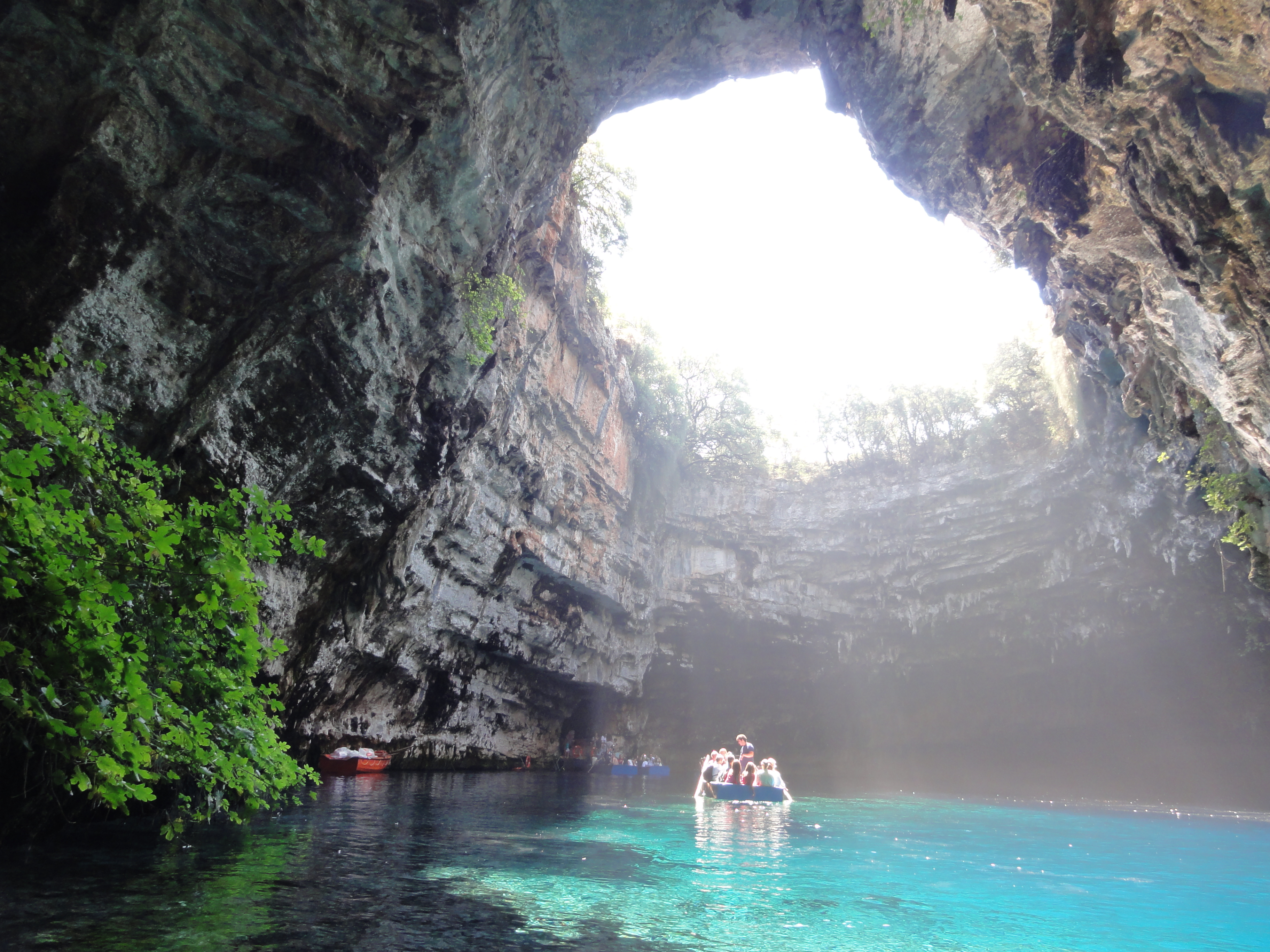
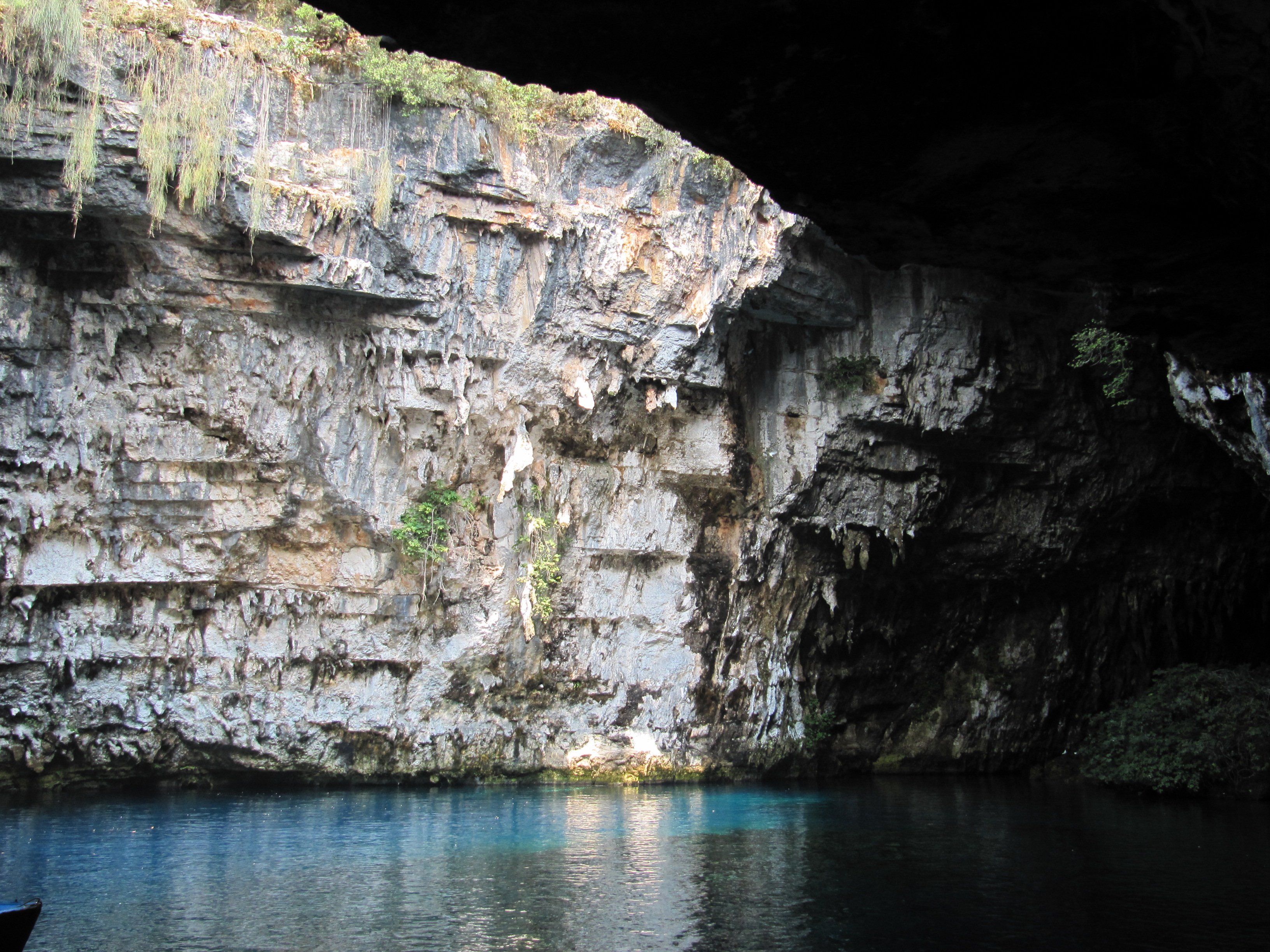
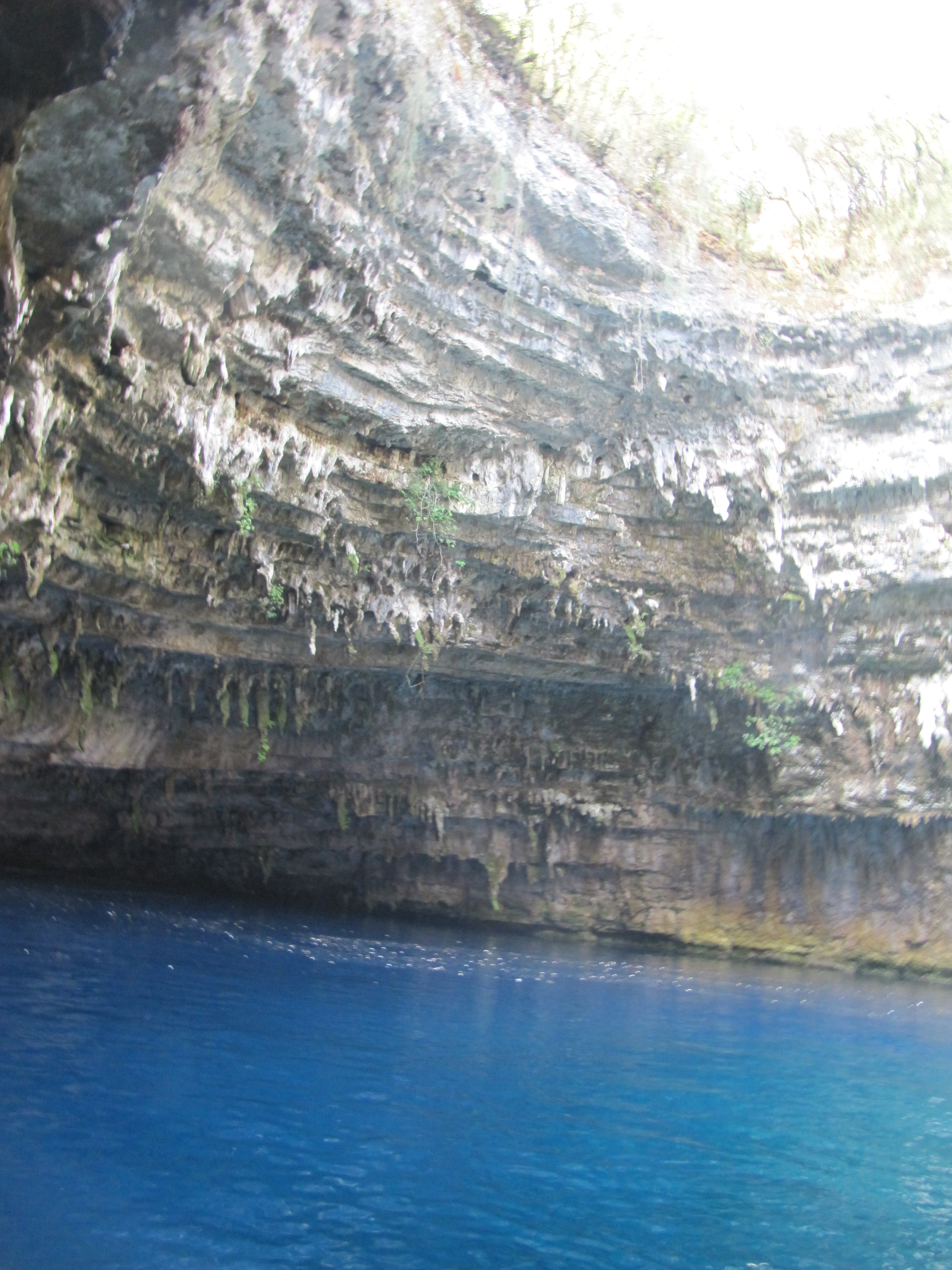
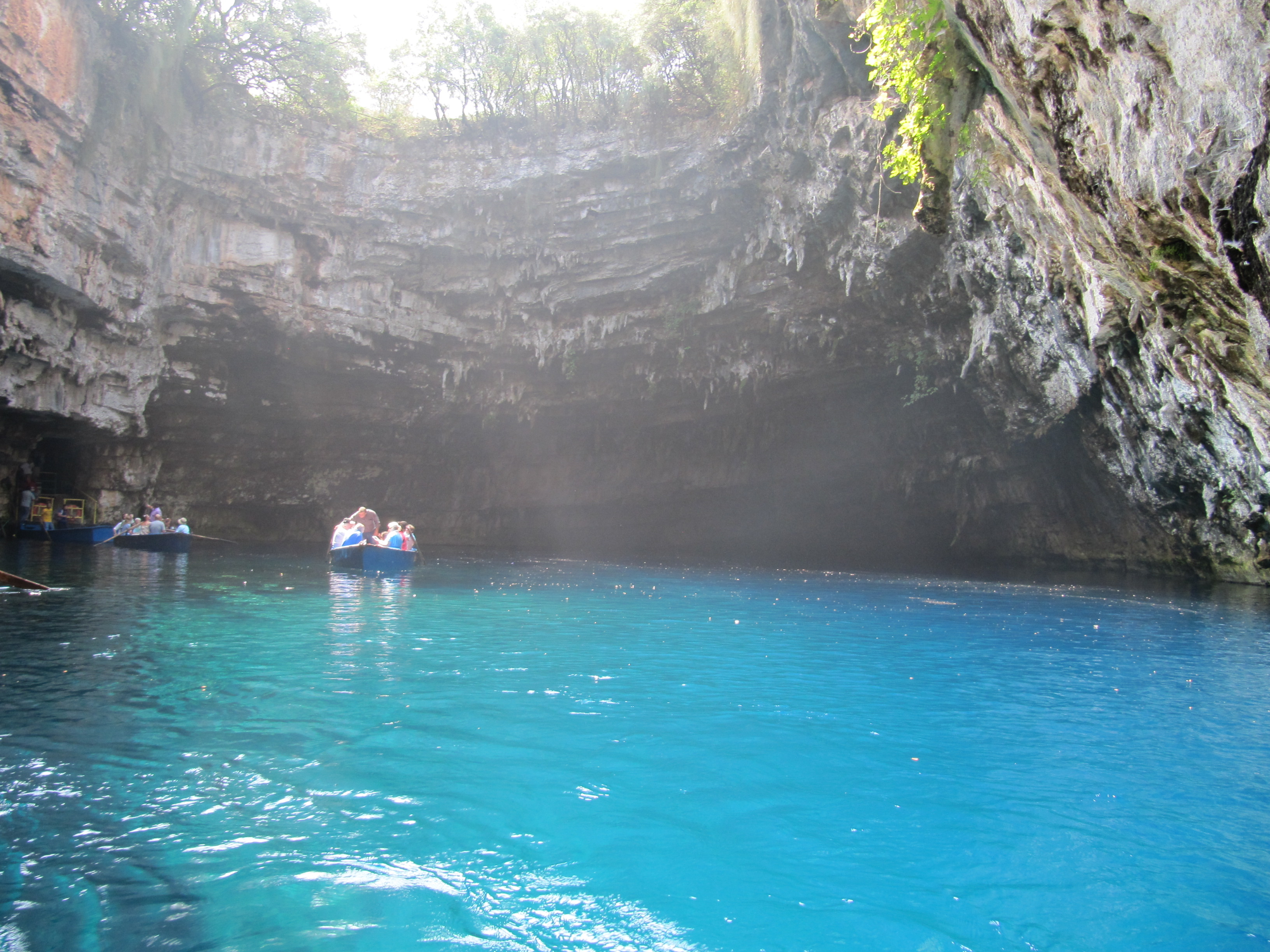
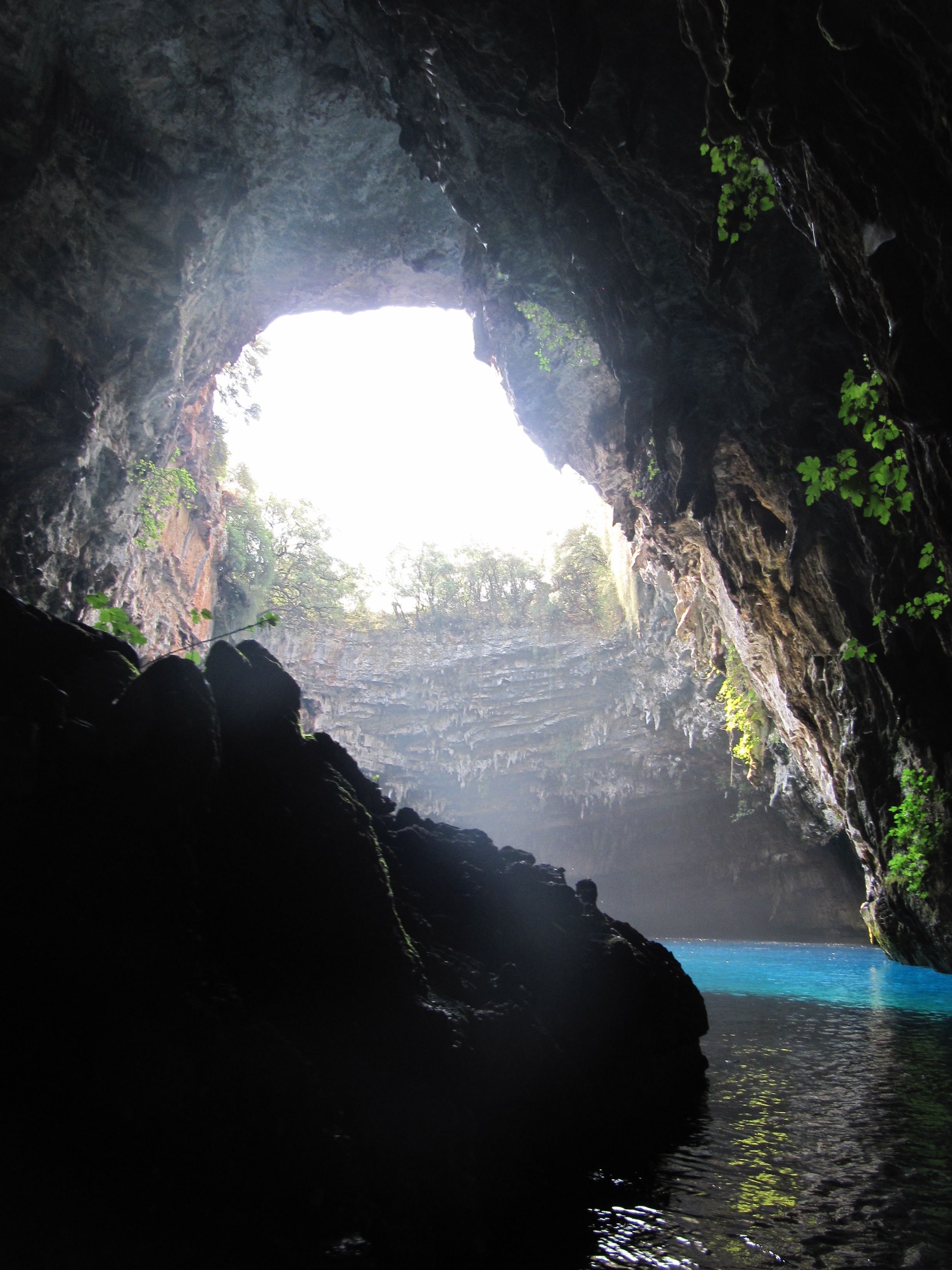
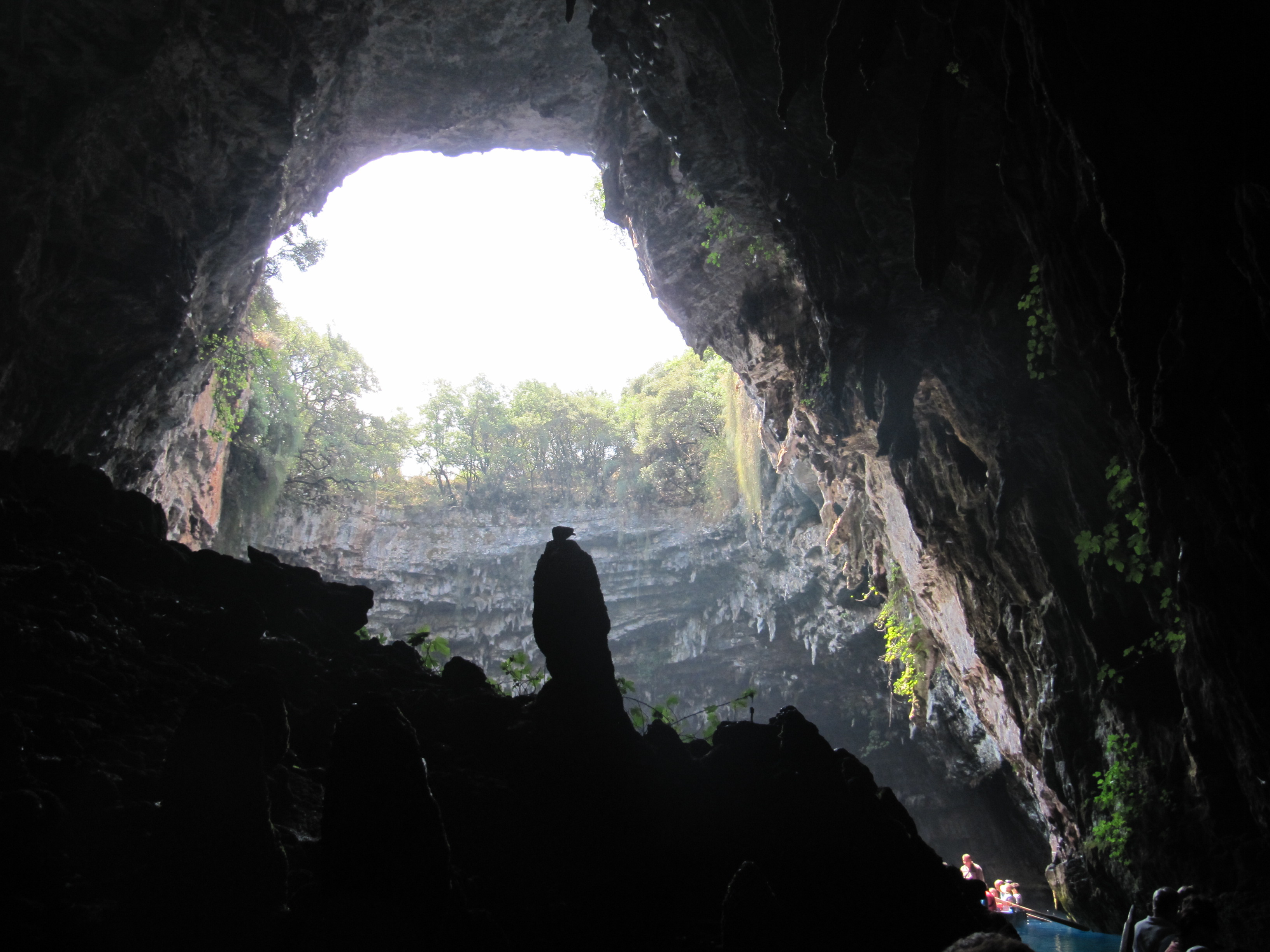
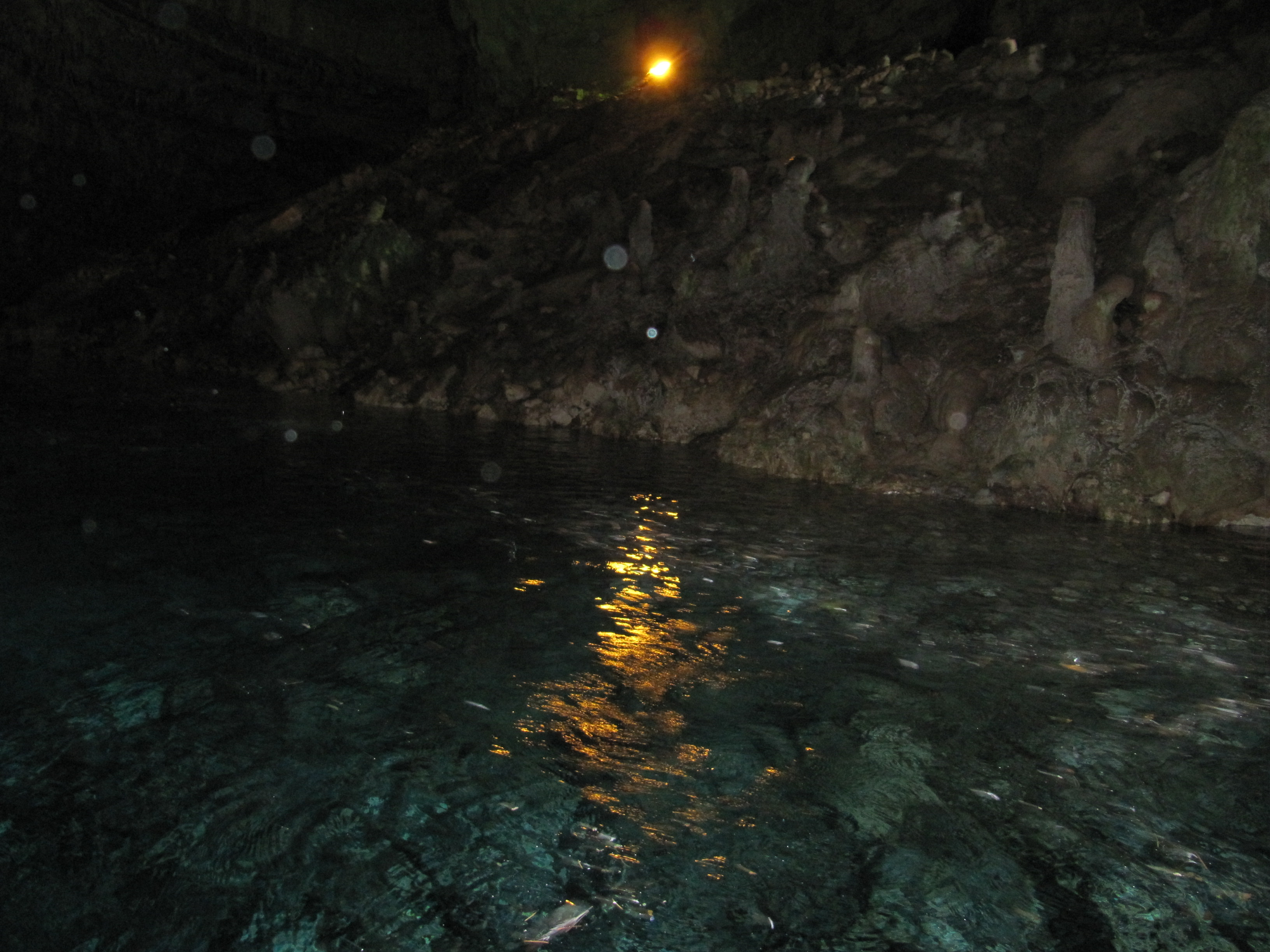